# Boulder City Conservation Easement

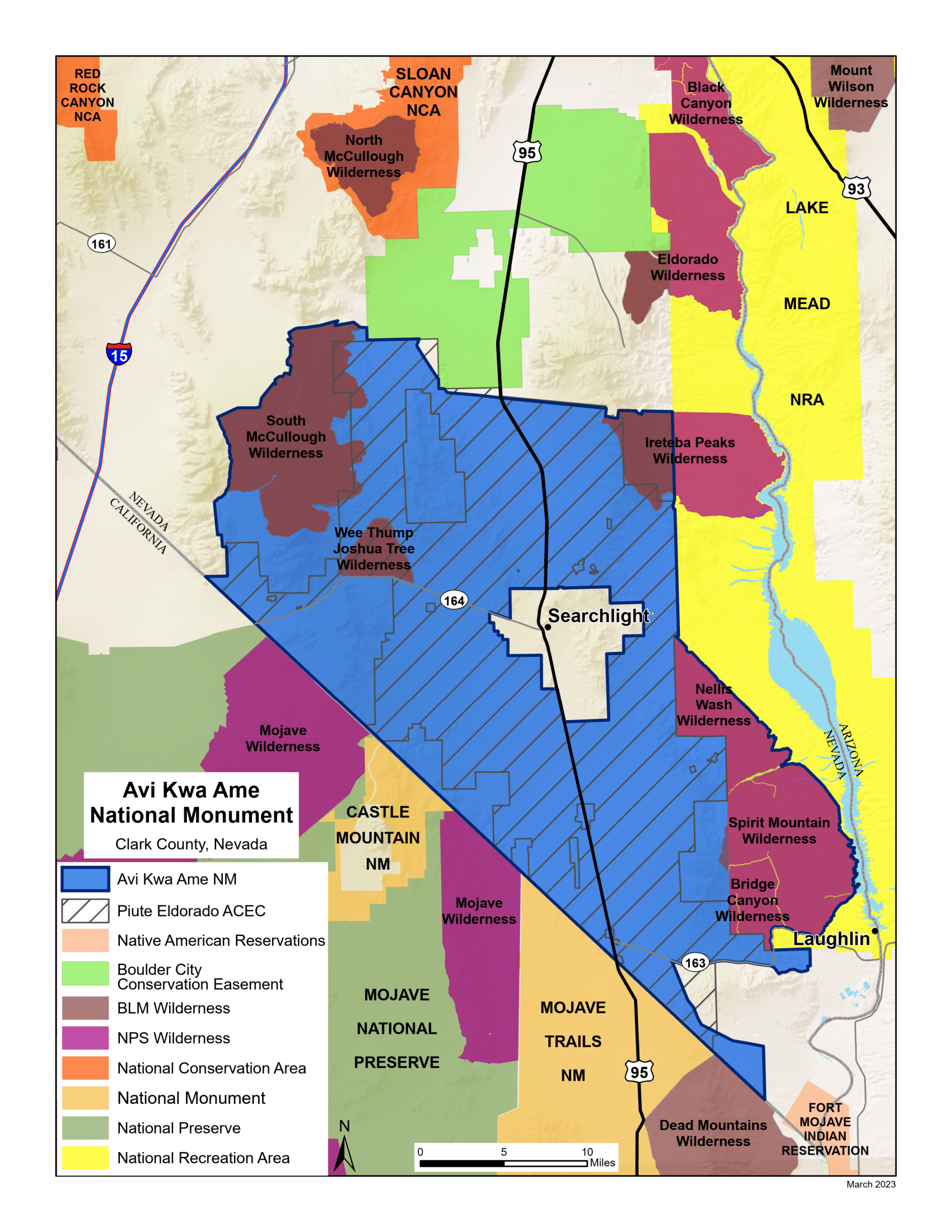
Karte vom Boulder City Conservation Easement (in Karte in grün) und anderen Schutzgebieten

Das Boulder City Conservation Easement (BCCE) ist ein US-amerikanisches Schutzgebiet vom Typ Conservation Easement auf dem Stadtgebiet von Boulder City im Clark County im Südwesten von Nevada. Es wurde 1995 mit einer Flächengröße von 86,538 Acres zum Schutz der Kalifornische Gopherschildkröte und anderen Wüstenbewohner ausgewiesen. 2018 änderte man auf Ersuchen des Stadtrats von Boulder City die Grenzen des BCCE, um zusätzliches Land angrenzend an das Sloan Canyon National Conservation Area einzubeziehen und Land unmittelbar südlich des ursprünglichen Solarenergiegebiets auszuschließen. Durch diese Änderung wurde die Schutzgebietsfläche der Stadt um 2,2 Prozent vergrößern und fast 2000 Hektar mehr für die Entwicklung der Solarenergie verfügbar gemacht. Das Boulder City Conservation Easement umfasst Landflächen im Eigentum der Stadt Boulder City. Die Stadt Boulder ist verantwortlich für die Genehmigung von Aktivitäten im Rahmen der städtischen Verordnungen zuständig, während Clark County für die Durchsetzung der Gesetze und die Verwaltung des BCCE übernimmt. Das BCCE darf nur auf speziell freigegebenen Wegen befahren werden.

## Geographie
Das BCCE liegt innerhalb der Stadtgrenzen von Boulder City. Es beginnt etwa 2 Meilen südlich und westlich des Wohngebiets von Boulder City bzw. beginnt etwa 2 Meilen südlich der Kreuzung von U.S. Highway 95 und Interstate 11 und erstreckt sich über etwa 22 Meilen entlang des U.S. Highway 95. Das BCCE wird durch die US 95 in einen nördlichen Abschnitt, der 39.114 Acres umfasst, und einen südlichen Abschnitt, der 48.154 Acres umfasst, geteilt. Ausgenommen vom Südabschnitt ist die Energiezone, ein Gebiet von 3.064 Acres, das von der Stadt für die Energieentwicklung ausgewiesen wurde.
Das BCCE grenzt im Nordwesten an das Sloan Canyon National Conservation Area, im Osten an das Lake Mead National Recreation Area und im Süden an das Avi Kwa Ame National Monument und bildet mit weiteren Schutzgebieten in Kalifornien ein viel größeres zusammenhängendes Schutzgebietssystem in der Mojave-Wüste. Bureau of Land Management (BLM), National Park Service (NPS) und privates Land grenzen ebenfalls an das Easement. Das BCCE-Land ist mit Schildern zur eingeschränkten Nutzung in grüner Schrift mit den Logos von Boulder City und DCP gekennzeichnet.

## Conservation Easement
In den Vereinigten Staaten wird bei einem Conservation Easement eine Erhaltungsdienstbarkeit vom Landeigentümer einer qualifizierten Landnutzungsorganisation, meist einem so genannten Land Trust oder einer staatlichen (kommunalen, regionalen, bundesstaatlichen oder bundesstaatlichen) Stelle übertragen, um bestimmte Erhaltungszwecke zu erreichen, im Falle des insbesondere der Schutz der Kalifornischen Gopherschildkröte. Die Erhaltungsdienstbarkeit geht mit dem Grund und Boden einher, d. h. sie gilt sowohl für die derzeitigen als auch für die künftigen Eigentümer des Grundstücks. Die Einräumung einer Erhaltungsdienstbarkeit wird normalerweise in den örtlichen Grundbüchern eingetragen. Der Grundeigentümer, der eine Erhaltungsdienstbarkeit in Form eines Conservation Easement vereinbart, verwaltet das Land weiterhin und bleibt auch sonst in seinem Privateigentum und er kann für die Schenkung und/oder den Verkauf der Erhaltungsdienstbarkeit erhebliche staatliche und bundesstaatliche Steuervorteile erhalten. Im Fall des BCCE geht es insbesondere um die Kalifornische Gopherschildkröte und anderen Wüstenbewohner. Für das BCCE schloss man 1995 einen 50 Jahre gültigen Vertrag mit dem Clark County.
Für das Schutzgebiet wurde der Boulder City Conservation Easement Management Plan erstellt.

## Tier- und Pflanzenarten im Schutzgebiet

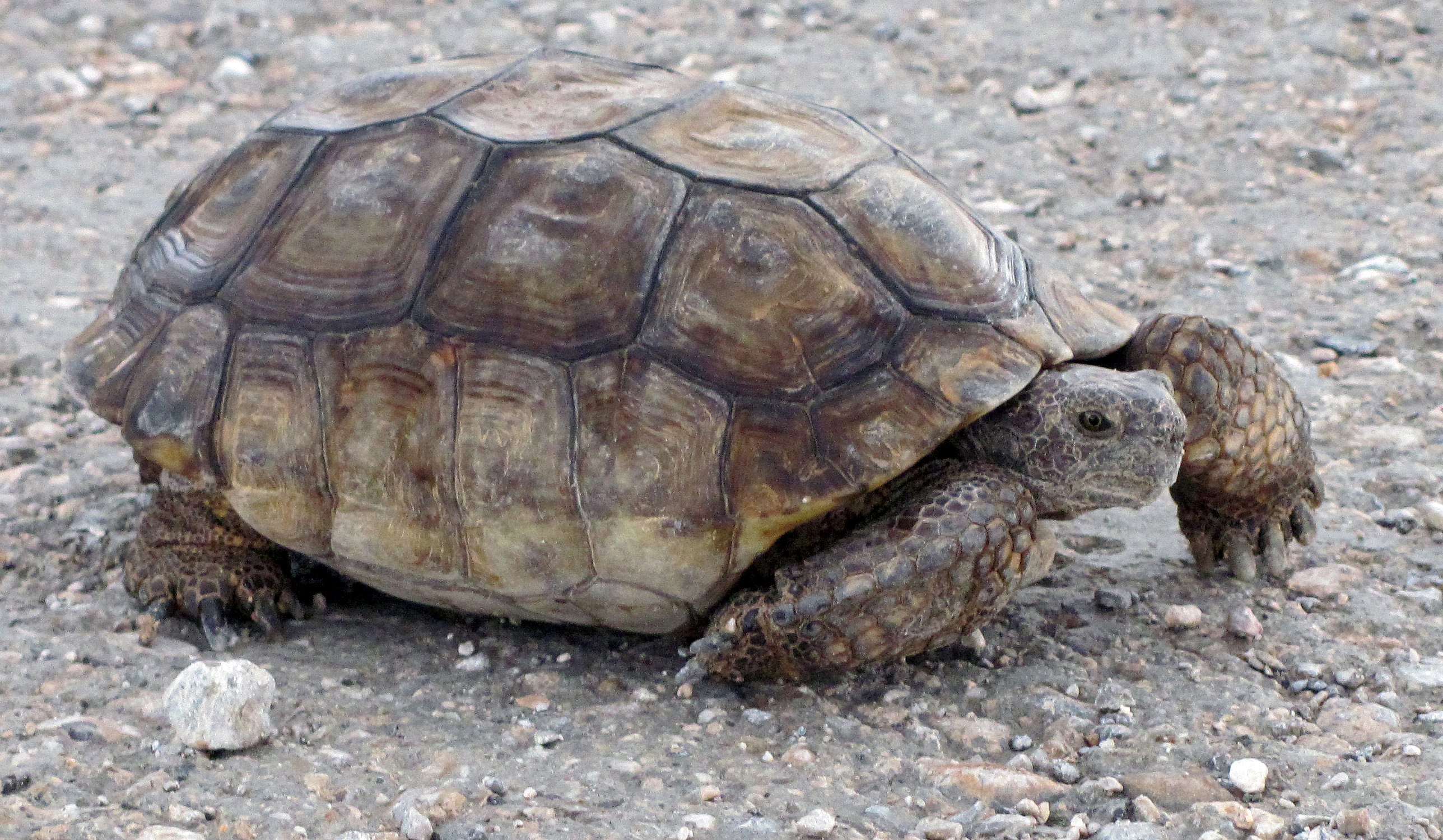
Kalifornische Gopherschildkröte

Für die Kalifornische Gopherschildkröte führte das United States Fish and Wildlife Service und Clark County Desert Conservation Programm Umsiedlungen von 2014 bis 2019 durch. Die umgesiedelten Gopherschildkröte stammten vom Desert Tortoise Conservation Center (nur 2014) und Standorte in freier Wildbahn.
Im Schutzgebiet kommen Vogelarten wie Königsbussard, Kaninchenkauz, Louisianawürger, Trauerseidenschnäpper, LeConte's Thrasher (Toxostoma lecontei) und Bell's Vireo (Vireo bellii) vor.
An Säugetieren sind Arten wie Kitfuchs vorkommend. Weitere Tierarten sind Kalifornische Kettennatter, Gefleckte Klapperschlange, Gila-Krustenechse, Zebraschwanzleguan, Mojave-Klapperschlange, Large-spotted Leopard Lizard (Gambelia wislizenii) und Wüstenleguan.
Die Kaktee Ferocactus cylindraceus kommt vor.